# リッカー
リッカー株式会社 (RICCAR) は、かつて東京都中央区銀座に本社を置いていた日本の大手ミシンメーカーである。
昭和のミシン全盛期の時代に家庭用ミシンで日本国内のトップシェアとなったが、1984年に経営破綻。1994年にダイエー子会社のダイエーファイナンスなどと合併し、ダイエーオーエムシー（のちのオーエムシーカード→セディナ→SMBCファイナンスサービス、現・三井住友カード）となって消滅した。合併後も子会社のリッカー販売株式会社は存続したが、2004年12月にはヤマノホールディングコーポレーションへ売却された。
2022年2月20日には、ヤマノホールディングスが保有していた「リッカー」の商標権が株式会社NO EXCUSEへ譲渡され、「リッカー」ブランドのミシンが復活することとなった（後述）。

## 歴史

### 理化学工業からミシンメーカーへ
設立は1939年、創業者は平木信二。公式には1939年設立とされるが、当初は日本殖産工業株式会社という食品の加工販売・輸出を行う株式会社として設立され、1941年の休眠会社化を経て1943年に理化学工業株式会社として企業活動を再開。
理化学工業は化学工業会社としての設立から2年間は収益らしい収益を上げることが出来ず、社長の平木が行っていた計理士事務所の収益が全て会社維持のために充てがわれた。経営予算が尽きそうになって役員からは解散すべきだという話が何度も出て、太平洋戦争による戦災被害や兵役による若手従業員の人員ロスを強いられた。戦後、解散危機を乗り越えた理化学工業は、建築用の壁材であるテックスや代用醤油、海産加工品、織布の製造を中心として、衣食住関連の業務に軸足を置いた。
その中で平木は新たな事業としてミシン製造に着目。テックスの取引相手であった三井物産を後ろ盾に帝国ミシンを買収しようとしたが、GHQの命令で三井物産が分割され、帝国ミシンの内部紛争により当時経営陣が退社。結果として1948年に帝国ミシンの旧経営者と合流し、互いに出資金を折半する形で理化学工業を母体にミシン製造を開始。1949年にリッカーミシン株式会社へ社名変更した。

### 不渡りと会社再建
リッカーミシンでは、預り金から利息を発生させることで一括払い購入よりも安く購入できるようにする独自の前払い割賦制度により、1949年のミシン事業開始から3年で契約数を約8倍も伸ばした。
1953年から他メーカーとの競争を勝ち抜くために資本金を増資し、ミシンの増産にも乗り出し、株の店頭公開を行うことで資金を調達し、支店を15店舗から1年余りで52店舗まで増加させた。その結果、資金繰りの悪化により、1954年2月に不渡りを出した。当時のリッカーは東映、三共（現：第一三共）と並び「借金三羽烏」と呼ばれる借金体質であり、戦後のハイパーインフレーションの影響で予約月賦の契約書も信用が無く、銀行の融資を受けるための担保にはならなかった。
その後、社内の旧帝国ミシンの経営者が平木への財務情報の開示を要求し、平木はそれを拒否。さらに平木は会社の信用を上げるための形だけの現物出資を行い、この結果として持株比率が崩れて出資していた旧帝国ミシンの経営者が問題視。結局平木は3,000万円を支払うことで合意したが、彼らは競合する同業他社に移籍した。
高利貸しにまで手を出していた平木は不渡りが決定的になった頃、懇意にしていた白洋貿易と共に差押え逃れ工作を行い、不渡り当日は役員が出社せずに料理店で流れていたラジオから自社の不渡りのニュースを聞いた。不渡りを出した後、銀行や部品メーカーと協議した平木は「3年以内に債務を全て清算する」と誓約した。
不渡りを1回経験した会社が3年で再建するのは至難の業であったが、ここから拡大路線の効果が顕著に現れ、不渡り翌年の1955年には約2倍となる直営支店100店舗を突破。再建の約束の年となった1957年に債務をほぼ返済し、再建を達成。1958年には社員7000人、直営支店250店舗に拡大。
独自の前払い割賦制度で販売を伸ばし、一時は日本国内のトップシェアとなる。ジグザグミシンの開発の先駆けとなり、シアーズ・ローバックと提携するなど世界も見据えた。

### 多角化と経営破綻
ミシンの需要がピークを過ぎると、販売ルートを生かした家電販売を開始する。特に電子レンジは自社開発を行い、次代の主力製品のひとつと位置付けた。他にも不動産への参入などの多角化を進め、社名もリッカーミシンからリッカー株式会社へ変更した。
しかし、主力のミシンでは、「マイティ」にて電子化は先行したものの、蛇の目ミシン工業（現：ジャノメ）やブラザー工業が手掛けている更に高度化したコンピューターミシンを持たなかったため、シェアも国内3位まで落ち込むようになった。
この頃から、販売不振を隠すため粉飾決算を行うようになる。1977年7月から1984年3月期まで行っていたが、2代目社長の平木証三は株式配当を維持して信用問題を回避するために粉飾を行ったと後に語っている。1984年には主力取引銀行からの融資も打ち切られ、東京地方裁判所に和議を申請し事実上の倒産となる。負債は1100億円で当時、戦後4番目の大型倒産であった。倒産時点で前払い割賦金制度の利用者が約60万人いたため、消費者保護のため国会でも問題となった。また、粉飾決算については4人の逮捕者を出した。

### ダイエー子会社と合併
1987年から、ダイエーの支援により更生を開始。更生のため販売活動を中心にした業態となり、ミシン製造からは撤退した。通販カタログ、テレビショッピングに始まり、銀座の本社ビルの1階の空きスペースに小さな弁当屋まで開業させ、かつてのミシンメーカーの面子を捨て、更生のために収益の見込める事業に乗り出した。
1993年に更生を完了したが、翌1994年にはダイエー子会社と合併し、リッカー株式会社は消滅した。
リッカーブランドのミシン事業は、子会社であるリッカー販売の売却先、ヤマノリテーリングス（現：ヤマノホールディングス）に譲渡されたが、のちにブラザー工業製品（プリンター含む）の取り扱いに切り替えられた。
2021年（令和3年）11月、福岡県でミシンの小売と卸、ミシン修理販売専門店「ミシン生活」を運営する株式会社NO EXCUSE（ノーエクスキューズ、本社：北九州市小倉南区）が、ヤマノホールディングスが保有する「RICCAR」「リッカー」の商標権譲渡に関する契約を締結し、2022年（令和4年）2月20日付で譲渡手続きが完了した。

## 沿革
- 1939年 前身となる日本殖産工業株式会社が設立される。
- 1943年 商号を理化学工業株式会社に変更。
- 1948年 東京都立川市でミシンの生産を開始。
- 1949年 商号を 「リッカーミシン株式会社」に変更。
- 1957年 家庭用ミシン「RW-5」がグッドデザイン賞を受賞。
- 1961年 東京、大阪（現在は東証に統合）、名古屋証券取引市場1部（東証1部は現在の東証プライム、名証1部は現在の名証プレミア）上場。
- 1963年7月 新本社ビル（地上9階、地下3階）完成により、本社を千代田区鍛冶町から中央区銀座に移転。
- 1964年 Riccar America Company設立。
- 1965年 家庭用電気製品の販売を開始。
- 1966年8月 リッカー販売株式会社を設立。
- 1967年 Riccar France SA設立。
- 1969年 Riccar Europa GmbH設立。電子レンジの販売を開始。
- 1970年 日本万国博覧会で、ワコールと共同でパビリオンを出展。
- 1973年 商号を「リッカー株式会社」に変更。
- 1978年 Riccar UK設立。
- 1984年7月23日 東京地裁に和議申請。
- 1984年8月 会社更生手続を申請。
- 1985年2月 東京地裁は会社更生手続開始を決定。横地治男が管財人となる。（7ヵ月後に辞任）
- 1987年2月 ダイエーが管財人代理として河島博を派遣。
- 1987年11月 更生計画が認可され河島博が社長に就任。
- 1994年9月1日 ダイエーファイナンス、朝日トラベルエージェンシーと合併し、ダイエーオーエムシー（のちのオーエムシーカード→セディナ→SMBCファイナンスサービス、現・三井住友カード、同じくイオン傘下であるイオンフィナンシャルサービスとは別会社）になる。
- 2004年 オーエムシーカードは子会社のリッカー販売を、ヤマノホールディングコーポレーション子会社の「かねもり」に営業譲渡する。
- 2022年2月20日 ヤマノホールディングスが保有していた「RICCAR（リッカー）」の商標権を株式会社NO EXCUSEが取得。

## 主な製品

### 家庭用ミシン
- マイティシリーズ 
キャッチコピーは「電子のお針箱」である。
  - 1970年 - 777
  - 1971年 - RZ-1600
  - 1972年 - 2100
  - 1973年 - 2500
  - 1974年 - マイン560,マイン570
  - 1975年 - フリーアーム8000
  - 1976年 - A-300
  - 1977年 - A-303
  - 1978年 - A-1000
  - 1979年 - 40
  - 1980年 - 80
  - 1982年 - B-3
  - 1984年 - NC-3
- RCM
  - 1988年 - 1120、1130
  - 1989年 - 1230
- ホリデーヌ
  - 1990年 - 1090、1240
  - 1992年 - 1021、1530

### 電子レンジ
- アントレック

## 施設

### リッカー会館（本社ビル）
リッカー会館として1963年に建設された本社ビルは、その年の日本建築学会賞を受賞している。リッカー倒産後はダイエーがテナントビルとして使用した。2002年にダヴィンチ・アドバイザーズへ売却され、オフィスビル「ダヴィンチ銀座」に改称、リニューアル工事も実施された。
2010年に大和証券オフィス投資法人に再売却され、現在は「Daiwa銀座ビル」となっている。

### 立川工場
東京都立川市曙町に製造工場があったが、倒産後に閉鎖された。閉鎖後はNTTドコモに土地が売却され、現在は「NTTドコモ立川ビル」（当初は「NTTドコモ多摩ビル」）が建っている。
なお、社名「リッカー」の由来は、立川を「たちかわ」から「りっかわ」へ読み替えたものに由来するとの説がある（ただし、前身である理化学工業に由来するとの説もあり）。

### リッカー美術館
1972年、リッカー創立者の平木信二による浮世絵コレクションを保存・公開することを目的に平木浮世絵財団が設立され、リッカー会館7階に浮世絵専門美術館「リッカー美術館」が開設された。
リッカー会館の売却に伴い、1993年3月、同財団の理事長がそごうの社長水島廣雄であった関係から横浜そごう内に「平木浮世絵美術館」と名称を変更して移転した。2001年4月にそごう破綻の影響で閉館し、新橋へ移転した。
2006年10月、ららぽーと豊洲内に「平木浮世絵美術館 UKIYO-e TOKYO」として移転開設。のちに2013年3月より休館し、そのまま閉館となった。

## ホテル事業
2代目社長であった平木証三の意向でホテル事業へ参入し、「ホテルリッチ」を全国展開した。ホテル事業は子会社のリッカー不動産株式会社が行っていた。
しかし経営は上向かず本業を圧迫することとなり、倒産の一因となった。結局ホテルリッチはユニバーサル販売を経て日東興業に売却されたものの、日東興業が1997年に経営破綻したことから多くが閉鎖に追い込まれた。

### かつて運営していたホテル
- ホテルリッチ札幌（1973年開業）
- ホテルリッチ名古屋（1973年開業）
- ホテルリッチ函館（1974年開業）
- ホテルリッチ新潟（1974年開業、現：アパホテル新潟）
- ホテルリッチ博多（1975年開業）
- ホテルリッチ仙台（1975年開業、現：ホテルリッチフィールド仙台）
- ホテルリッチ秋田（1977年開業、現：ホテルパールシティ秋田竿燈大通り）
- ホテルリッチ京都（1979年開業、現：リッチホテル京都）
- ホテルリッチ高松（1980年開業、現：リーガホテルゼスト高松）
- ホテルリッチ酒田（1980年開業、現：ホテルリッチ&ガーデン酒田）
- ホテルリッチ横浜（1981年開業、現：ホテル横浜キャメロットジャパン）
- ホテルリッチ盛岡（1982年開業、ホテルルイズを経て、現：ダイワロイネットホテル盛岡駅前）

## テレビCM
CMは主に昼間の情報番組へのパーティシペーションやスポットによる放映で、提供番組（関西準キー局制作含む）はほとんど無い。ただし、1960年代には『あなたをスターに』（NETテレビ〔現・テレビ朝日〕系）、『徳川家康』（同）、『ジャングルパトロール』（日本テレビ系）、『リッカー スクラム歌合戦』（フジテレビ系）、『爆笑ダイヤモンドショー』（第2期・同）、『TBS歌謡曲ベストテン』（TBS系）などの、1970年代にも「水曜ドラマシリーズ」（フジテレビ系）、「平岩弓枝ドラマシリーズ」（同）などの提供番組を持っていたことがある。
- マイティ - 「電子のお針箱、リッカーマイティ」
  - 1980年前後には、布施明がCMに出演し、布施自身が歌うCMソング「カルチェラタンの雪」などがバックに流されたCM作品もある。
- ホテルリッチ - 関東では主にテレビ東京で放映。

## 実業団スポーツ活動
- 陸上部 - 1984年までスポーツ活動に力を入れており、陸上部は1964年東京オリンピックに10名の選手を送り出す名門であった。平木信二と吉岡隆徳の活動は、書籍『夢、未だ盡きず―平木信二と吉岡隆徳』（辺見じゅん著）として出版されている。この間、地元の立川市営陸上競技場で、オリンピック標準記録挑戦競技会等も兼ねて三陸上部対抗競技会（リッカーミシン・中央大学・日本大学）を毎年開催し、飯島秀雄が吉岡と並ぶ100m走タイ記録をマークしたりした。全日本実業団対抗駅伝競走大会（ニューイヤー駅伝）では過去に3回優勝した強豪であった。
- 硬式野球部 - 1956年創部、1984年解散。長田幸雄、山内和宏、中西清起などをプロ野球界へ送り出している。